# Qualifications du tournoi féminin de basket-ball aux Jeux paralympiques d'été de 2024
Cet article traite de l'épreuve féminine. Pour la compétition masculine, voir Qualifications du tournoi masculin de basket-ball aux Jeux paralympiques d'été de 2024.
Le tournoi de qualification paralympique 2024 féminin de basket-ball, ou tournoi de repêchage féminin pour les Jeux paralympiques d'été de 2024 (en Anglais : 2024 IWBF Repechage Tournament for Women), est un tournoi de basket-ball en fauteuil roulant organisé par l'IWBF afin d'attribuer les quatre dernières places qualificatives au tournoi féminin de basket-ball aux Jeux paralympiques d'été de 2024.

## Organisation
En raison de la réduction de 12 à 8 places du nombre d'équipes qualifiées pour les Jeux paralympiques en 2024, l'IWBF a recours, pour la première fois de son histoire, à un tournoi de qualification pour désigner les dernières équipes participantes alors qu'auparavant, toutes les places qualificatives étaient attribuées lors des championnats continentaux des différentes zones.

## Équipes participantes
La qualification pour les Jeux paralympiques d'été de 2024 en basket-fauteuil se déroule en deux étapes. L'organisateur (la France) n'est qualifié automatiquement ni chez les hommes ni chez les femmes en raison de la réduction du nombre de participants.
En premier lieu, les classements des championnats du monde 2022 (reportés en juin 2023) masculin et féminin octroient aux différentes zones autant de spots de qualification directes qu'elles comptent d'équipes qualifiées pour les demi-finales de la compétition. Ainsi, chez les hommes comme chez les femmes, la zone Europe a remporté 2 spots de qualification directe, les Amériques 1 et la zone Asie/Océanie 1. Les quatre places restantes sont attribuées via le Tournoi de Qualification Paralympique (TQP), réunissant huit équipes, chaque zone remportant un de ces huit spots via le classement de ses membres lors du Mondial 2022 entre les places 5 à 9 (ou 5 à 10 si la France est présente) :
| Spot | Zone Afrique                                             | Zone Amériques                           | Zone Asie/Océanie                                      | Zone Europe                                                    |
| --- | -------------------------------------------------------- | ---------------------------------------- | ------------------------------------------------------ | -------------------------------------------------------------- |
| Spots de qualification directe                                                                                          | 0                                                        | 1 (équipe en 1/2 finales : États-Unis)   | 1 (équipe en 1/2 finales : Chine)                      | 2 (équipes en 1/2 finales : Pays-Bas et Allemagne)             |
| Spots pour le TQP (hors spots réservés à l'organisateur du TQP, le Japon, et à celui des Jeux paralympiques, la France) | 1 (aucune équipe classée entre 5 et 9, spot automatique) | 1 (équipe classée entre 5 et 9 : Canada) | 2 (équipes classées entre 5 et 9 : Australie et Japon) | 2 (équipes classées entre 5 et 9 : Espagne et Grande-Bretagne) |

Dans un deuxième temps, les nations remportent leur spot en fonction de leur classement dans leur championnat continental respectif à l'été 2023. Les spots de participation aux deux TQP sont obtenus par les sélections en fonction de leur classement au sein de leurs championnats continentaux respectifs, qui se déroulent selon les zones entre août 2023 et janvier 2024.
| Zone Afrique         | Zone Amériques | Zone Asie/Océanie                                     | Zone Europe                                            |
| -------------------- | -------------- | ----------------------------------------------------- | ------------------------------------------------------ |
| Sélections féminines |                |                                                       |                                                        |
| - Algérie            | - Canada       | - Japon (organisateur du TQP) - Australie - Thaïlande | - France (pays hôte des JP 2024) - Espagne - Allemagne |
| 1 pays               | 1 pays         | 3 pays                                                | 3 pays                                                 |

Le format du tirage au sort est annoncé le 19 janvier 2024, au cours du championnat d'Asie-Océanie. Pour les hommes comme pour les femmes, les équipes sont appairées selon leurs zones et leur classement au ranking IWBF, avant d'être tirées au sort dans les groupes A ou B. Les hôtes des TQP, respectivement la France chez les hommes et le Japon chez les femmes, peuvent choisir leur groupe à l'issue du tirage des autres équipes. Des quarts-de-finale sont ensuite organisés en croisant les poules, chaque vainqueur obtenant sa qualification pour le tournoi paralympique.

## Pays hôte
Le Japon, par l'intermédiaire de la Fédération Japonaise de Basket Fauteuil, est désigné hôte du TQP, qui prend place à l'Asue Arena Osaka.
| Osaka            |
| ---------------- |
| Asue Arena       |
| Capacité: 10 000 |
|                  |

## Système de compétition et tirage au sort
Les huit équipes sont réparties en deux groupes de quatre. A l'issue des rencontres de poules, des quarts de finale croisés sont organisés : chaque vainqueur est qualifié pour les Jeux paralympiques de 2024.
Le tirage au sort a placé dans le groupe A l'Allemagne, la Thaïlande et l'Australie. Dans le groupe B, ce sont l'Espagne, la France et le Canada qui se retrouvent. Le Japon, en tant qu’organisateur du TQP, a pu choisir son groupe et a sélectionné la poule B, tandis que l'équipe associée, l'Algérie, se retrouve ainsi dans la poule A.
| Groupe A                              | Groupe B                    |
| ------------------------------------- | --------------------------- |
| Allemagne Thaïlande Australie Algérie | Espagne France Canada Japon |

## Résultats

### Phase de groupes

#### Groupe A
| Rang | Équipe    | Pts | J | G | P | Pp  | Pc  | Diff |
| ---- | --------- | --- | - | - | - | --- | --- | ---- |
| 1    | Allemagne | 6   | 3 | 3 | 0 | 250 | 75  | 175  |
| 2    | Australie | 5   | 3 | 2 | 1 | 154 | 135 | 19   |
| 3    | Thaïlande | 4   | 3 | 1 | 2 | 122 | 177 | -55  |
| 4    | Algérie   | 3   | 3 | 0 | 3 | 83  | 222 | -139 |

Rencontres :
| 17 avril 2024 10h00 | Rapport | Algérie                                                   | 27-73                    | Australie                                                        |  | Asue Arena, Osaka |
| 17 avril 2024 10h00 | Rapport | Score par quart-temps : 8-13, 0-30, 4-16, 15-14           |                          |                                                                  |  | Asue Arena, Osaka |
| 17 avril 2024 10h00 | Rapport | Score par mi-temps : 8-43, 19-30                          |                          |                                                                  |  | Asue Arena, Osaka |
| 17 avril 2024 10h00 | Rapport | Kheira Zairi, 17 Djamila Khemgani, 14 Djamila Khemgani, 5 | Points Rebonds Passes d. | Georgia Munro Cook, 31 Georgia Munro Cook, 10 Matheson, Gauci, 5 |  | Asue Arena, Osaka |

| 17 avril 2024 12h45 | Rapport | Allemagne                                               | 87-28                    | Thaïlande                                                  |  | Asue Arena, Osaka |
| 17 avril 2024 12h45 | Rapport | Score par quart-temps : 25-6, 15-11, 29-7, 18-4         |                          |                                                            |  | Asue Arena, Osaka |
| 17 avril 2024 12h45 | Rapport | Score par mi-temps : 40-17, 47-11                       |                          |                                                            |  | Asue Arena, Osaka |
| 17 avril 2024 12h45 | Rapport | Mareike Miller, 35 Mareike Miller, 18 Mareike Miller, 7 | Points Rebonds Passes d. | Natnapa Ponin, 13 Ponin, Putthanoi, 7 Thamlaaied, Ponin, 2 |  | Asue Arena, Osaka |

| 18 avril 2024 10h30 | Rapport | Australie                                                    | 48-38                    | Thaïlande                                                  |  | Asue Arena, Osaka |
| 18 avril 2024 10h30 | Rapport | Score par quart-temps : 10-18, 18-12, 13-4, 7-4              |                          |                                                            |  | Asue Arena, Osaka |
| 18 avril 2024 10h30 | Rapport | Score par mi-temps : 28-30, 20-8                             |                          |                                                            |  | Asue Arena, Osaka |
| 18 avril 2024 10h30 | Rapport | Georgia Munro Cook, 22 Georgia Munro Cook, 13 Kylie Gauci, 4 | Points Rebonds Passes d. | Natnapa Ponin, 12 Warisa Thamlaaied, 9 Pimjai Putthanoi, 6 |  | Asue Arena, Osaka |

| 18 avril 2024 15h00 | Rapport | Algérie                                                   | 14-93                    | Allemagne                                                |  | Asue Arena, Osaka |
| 18 avril 2024 15h00 | Rapport | Score par quart-temps : 0-24, 7-25, 7-26, 0-18            |                          |                                                          |  | Asue Arena, Osaka |
| 18 avril 2024 15h00 | Rapport | Score par mi-temps : 7-49, 7-44                           |                          |                                                          |  | Asue Arena, Osaka |
| 18 avril 2024 15h00 | Rapport | Djamila Khemgani, 5 Djamila Khemgani, 8 Zairi, Mehimda, 1 | Points Rebonds Passes d. | Mareike Miller, 18 Miller, Passiwan, 8 Mareike Miller, 9 |  | Asue Arena, Osaka |

| 19 avril 2024 10h30 | Rapport | Thaïlande                                                   | 56-42                    | Algérie                                                   |  | Asue Arena, Osaka |
| 19 avril 2024 10h30 | Rapport | Score par quart-temps : 13-14, 12-8, 13-10, 18-10           |                          |                                                           |  | Asue Arena, Osaka |
| 19 avril 2024 10h30 | Rapport | Score par mi-temps : 25-22, 31-20                           |                          |                                                           |  | Asue Arena, Osaka |
| 19 avril 2024 10h30 | Rapport | Natnapa Ponin, 23 Pimjai Putthanoi, 13 Warisa Thamlaaied, 7 | Points Rebonds Passes d. | Djamila Khemgani, 22 Kheira Zairi, 12 Djamila Khemgani, 5 |  | Asue Arena, Osaka |

| 19 avril 2024 15h00 | Rapport | Australie                                          | 33-70                    | Allemagne                                             |  | Asue Arena, Osaka |
| 19 avril 2024 15h00 | Rapport | Score par quart-temps : 10-18, 12-14, 2-20, 9-18   |                          |                                                       |  | Asue Arena, Osaka |
| 19 avril 2024 15h00 | Rapport | Score par mi-temps : 22-32, 11-38                  |                          |                                                       |  | Asue Arena, Osaka |
| 19 avril 2024 15h00 | Rapport | Kylie Gauci, 11 Shelley Matheson, 7 Kylie Gauci, 4 | Points Rebonds Passes d. | Mareike Miller, 29 Mareike Miller, 15 Svenja Mayer, 8 |  | Asue Arena, Osaka |

#### Groupe B
| Rang | Équipe  | Pts | J | G | P | Pp  | Pc  | Diff |
| ---- | ------- | --- | - | - | - | --- | --- | ---- |
| 1    | Canada  | 6   | 3 | 3 | 0 | 234 | 135 | 99   |
| 2    | Espagne | 5   | 3 | 2 | 1 | 170 | 160 | 10   |
| 3    | Japon   | 4   | 3 | 1 | 2 | 146 | 183 | -37  |
| 4    | France  | 3   | 3 | 0 | 3 | 116 | 188 | -72  |

Rencontres :
| 17 avril 2024 15h00 | Rapport | Japon                                                  | 46-81                    | Canada                                                  |  | Asue Arena, Osaka |
| 17 avril 2024 15h00 | Rapport | Score par quart-temps : 13-21, 15-20, 7-14, 11-26      |                          |                                                         |  | Asue Arena, Osaka |
| 17 avril 2024 15h00 | Rapport | Score par mi-temps : 28-41, 18-40                      |                          |                                                         |  | Asue Arena, Osaka |
| 17 avril 2024 15h00 | Rapport | Chihiro Kitada, 15 Chihiro Kitada, 9 Chihiro Kitada, 5 | Points Rebonds Passes d. | Dandeneau, Young, 20 Arinn Young, 10 Kady Dandeneau, 10 |  | Asue Arena, Osaka |

| 17 avril 2024 17h15 | Rapport | Espagne                                                 | 57-38                    | France                                            |  | Asue Arena, Osaka |
| 17 avril 2024 17h15 | Rapport | Score par quart-temps : 21-4, 8-10, 20-7, 8-17          |                          |                                                   |  | Asue Arena, Osaka |
| 17 avril 2024 17h15 | Rapport | Score par mi-temps : 29-14, 28-24                       |                          |                                                   |  | Asue Arena, Osaka |
| 17 avril 2024 17h15 | Rapport | Beatriz Zudaire, 19 Isabel Lopez, 13 Beatriz Zudaire, 8 | Points Rebonds Passes d. | Angélique Pichon, 9 Eva David, 6 Pichon, Nolet, 4 |  | Asue Arena, Osaka |

| 18 avril 2024 12h45 | Rapport | Espagne                                           | 49-77                    | Canada                                                 |  | Asue Arena, Osaka |
| 18 avril 2024 12h45 | Rapport | Score par quart-temps : 15-17, 8-14, 12-22, 14-24 |                          |                                                        |  | Asue Arena, Osaka |
| 18 avril 2024 12h45 | Rapport | Score par mi-temps : 23-31, 26-46                 |                          |                                                        |  | Asue Arena, Osaka |
| 18 avril 2024 12h45 | Rapport | Beatriz Zudaire, 12 Ruiz, Zudaire, 5              | Points Rebonds Passes d. | Kady Dandeneau, 35 Arinn Young, 14 Dandeneau, Young, 6 |  | Asue Arena, Osaka |

| 18 avril 2024 17h15 | Rapport | France                                           | 38-55                    | Japon                                                 |  | Asue Arena, Osaka |
| 18 avril 2024 17h15 | Rapport | Score par quart-temps : 15-17, 9-16, 6-16, 8-6   |                          |                                                       |  | Asue Arena, Osaka |
| 18 avril 2024 17h15 | Rapport | Score par mi-temps : 24-33, 14-22                |                          |                                                       |  | Asue Arena, Osaka |
| 18 avril 2024 17h15 | Rapport | Marion Blais, 13 Marion Blais, 11 Lucie Nolet, 4 | Points Rebonds Passes d. | Chihiro Kitada, 17 Chihiro Kitada, 12 Mari Amimoto, 8 |  | Asue Arena, Osaka |

| 19 avril 2024 12h45 | Rapport | Canada                                            | 76-40                    | France                                           |  | Asue Arena, Osaka |
| 19 avril 2024 12h45 | Rapport | Score par quart-temps : 14-6, 16-8, 22-14, 24-12  |                          |                                                  |  | Asue Arena, Osaka |
| 19 avril 2024 12h45 | Rapport | Score par mi-temps : 30-14, 46-26                 |                          |                                                  |  | Asue Arena, Osaka |
| 19 avril 2024 12h45 | Rapport | Arinn Young, 26 Kady Dandeneau, 12 Arinn Young, 9 | Points Rebonds Passes d. | Marion Blais, 14 Marion Blais, 10 Lucie Nolet, 7 |  | Asue Arena, Osaka |

| 19 avril 2024 17h15 | Rapport | Japon                                                | 45-64                    | Espagne                                                  |  | Asue Arena, Osaka |
| 19 avril 2024 17h15 | Rapport | Score par quart-temps : 12-18, 12-10, 9-14, 12-22    |                          |                                                          |  | Asue Arena, Osaka |
| 19 avril 2024 17h15 | Rapport | Score par mi-temps : 24-28, 21-36                    |                          |                                                          |  | Asue Arena, Osaka |
| 19 avril 2024 17h15 | Rapport | Chihiro Kitada, 20 Mari Amimoto, 12 Mari Amimoto, 10 | Points Rebonds Passes d. | Beatriz Zudaire, 15 Isabel Lopez, 12 Beatriz Zudaire, 12 |  | Asue Arena, Osaka |

### Finales
| 20 avril 2024 10h30 | Rapport | Canada                                                 | 88-30                    | Algérie                                                                |  | Asue Arena, Osaka |
| 20 avril 2024 10h30 | Rapport | Score par quart-temps : 32-6, 17-10, 23-4, 16-10       |                          |                                                                        |  | Asue Arena, Osaka |
| 20 avril 2024 10h30 | Rapport | Score par mi-temps : 49-16, 39-14                      |                          |                                                                        |  | Asue Arena, Osaka |
| 20 avril 2024 10h30 | Rapport | Kady Dandeneau, 24 Kady Dandeneau, 9 Kady Dandeneau, 8 | Points Rebonds Passes d. | Khemgani, Abdelali, Foulani, 9 Warda Ihamouchen, 6 Djamila Khemgani, 4 |  | Asue Arena, Osaka |

| 20 avril 2024 13h00 | Rapport | Espagne                                                | 76-35                    | Thaïlande                                                              |  | Asue Arena, Osaka |
| 20 avril 2024 13h00 | Rapport | Score par quart-temps : 27-9, 17-13, 15-5, 17-8        |                          |                                                                        |  | Asue Arena, Osaka |
| 20 avril 2024 13h00 | Rapport | Score par mi-temps : 44-22, 32-13                      |                          |                                                                        |  | Asue Arena, Osaka |
| 20 avril 2024 13h00 | Rapport | Beatriz Zudaire, 21 Beatriz Zudaire, 13 Sonia Ruiz, 10 | Points Rebonds Passes d. | Saowalak Nanthasombat, 18 Thamlaaied, Putthanoi, 6 Pimjai Putthanoi, 4 |  | Asue Arena, Osaka |

| 20 avril 2024 15h30 | Rapport | Allemagne                                               | 58-25                    | France                                                  |  | Asue Arena, Osaka |
| 20 avril 2024 15h30 | Rapport | Score par quart-temps : 18-8, 20-7, 12-4, 8-6           |                          |                                                         |  | Asue Arena, Osaka |
| 20 avril 2024 15h30 | Rapport | Score par mi-temps : 38-15, 20-10                       |                          |                                                         |  | Asue Arena, Osaka |
| 20 avril 2024 15h30 | Rapport | Mareike Miller, 18 Mareike Miller, 14 Mareike Miller, 8 | Points Rebonds Passes d. | Angélique Pichon, 17 Angélique Pichon, 9 Lucie Nolet, 3 |  | Asue Arena, Osaka |

| 20 avril 2024 18h00 | Rapport | Australie                                                        | 26-50                    | Japon                                  |  | Asue Arena, Osaka |
| 20 avril 2024 18h00 | Rapport | Score par quart-temps : 4-13, 3-12, 6-11, 13-14                  |                          |                                        |  | Asue Arena, Osaka |
| 20 avril 2024 18h00 | Rapport | Score par mi-temps : 7-25, 19-25                                 |                          |                                        |  | Asue Arena, Osaka |
| 20 avril 2024 18h00 | Rapport | Georgia Munro Cook, 15 Georgia Munro Cook, 10 Gauci, Matheson, 4 | Points Rebonds Passes d. | Chihiro Kitada, 18 Amane Yanagimoto, 6 |  | Asue Arena, Osaka |